# The Way U Are
The Way U Are – drugi singel CD południowokoreańskiej grupy TVXQ, wydany cyfrowo 23 czerwca 2004 roku przez SM Entertainment i 24 czerwca fizycznie. Piosenka znalazła się na pierwszym albumie zespołu – Tri-Angle. 18 sierpnia 2004 roku ukazała się wersja singla, pt. The Way U Are (The 2nd Storybook), z dodatkową płytą DVD zawierającą nowy materiał i teledyski.
Sprzedał się w liczbie 219 766 egzemplarzy (stan na luty 2005 rok). Była to dziewiąta najlepiej sprzedająca się płyta w Południowej Korei w 2004 roku.

## Lista utworów
| CD | CD                                                                                      | CD      |
| Nr | Tytuł utworu                                                                            | Długość |
| -- | --------------------------------------------------------------------------------------- | ------- |
| 1. | „The Way U Are”                                                                         |         |
| 2. | „Whatever They Say”                                                                     |         |
| 3. | „Ongdalsaem Iyagi - Hana” (kor. 옹달샘 이야기 - 하나, ang. Mountain Spring Story - One) |         |
| 4. | „Ongdalsaem (Mountain Spring)” (kor. 옹달샘 (Mountain Spring))                          |         |
| 5. | „Ongdalsaem Iyagi - Dul” (kor. 옹달샘 이야기 - 둘, ang. Mountain Spring Story - Two)    |         |
| 6. | „Whatever They Say” (Instrumental)                                                      |         |

## Notowania
| Lista                                   | Najwyższa pozycja |
| --------------------------------------- | ----------------- |
| Recording Industry Association of Korea | 2 (Monthly Chart) |
| Recording Industry Association of Korea | 9 (Yearly Chart)  |